# 有馬貞子
有馬 貞子（ありま さだこ、1887年（明治20年）8月6日 - 1964年（昭和39年）8月16日）は、日本の元皇族。元華族。有馬頼寧伯爵夫人。皇族時代の名と身位は貞子女王。

## 生涯
北白川宮能久親王と側室の岩浪稲子の娘として生まれる。1895年（明治28年）10月28日、父能久親王と死別。
1902年（明治35年）11月6日付で有馬頼萬伯爵の嗣子有馬頼寧との結婚の勅許が下りた。翌1903年（明治36年）2月6日、有馬頼寧に降嫁した。
長男、次男に相次いで先立たれ、1957年（昭和32年）1月9日には夫頼寧とも死別した。
小説家として活躍した三男の有馬頼義には『母 その悲しみの生涯』と題し、貞子を題材とした著作がある。

## 血縁
- 兄弟：
- （異母）北白川宮成久王、竹田宮恒久王、二荒芳之伯爵、上野正雄伯爵ほか
- （同母）小松輝久侯爵ほか
- 夫：有馬頼寧
  - 長男：有馬頼秋（1903年生） - 早世
  - 長女：斎藤静子（1905年生） - 斎藤斉子爵夫人[5]
  - 次男：有馬頼春（1907年生）[5]
  - 次女：足利澄子（1908年生）[5] - 足利惇氏子爵夫人
  - 三女：有馬愛子（1912年生） - 夭折
  - 四女：亀井正子（1915年生） - 亀井茲建伯爵夫人
  - 三男：有馬頼義（1918年生） - 第16代当主、小説家